# Madison Twist (chanson)
Singles de Johnny Hallyday
Serre la main d'un fou
(16 mai 1962) Pas cette chanson
(27 juin 1962)
Madison Twist est une chanson de Sylvie Vartan et Johnny Hallyday, sortie en 1962. Le parolier Georges Aber est l'auteur du texte adapté du titre Meet Me At the Twistin’ Place de Sam Cooke. Selon l'interprète les paroles diffèrent légèrement et selon les versions, Sylvie et Johnny s'interpellent par chanson interposée.

## Histoire
En cette année 1962, la presse s'interroge sur cette idylle naissance entre les deux idoles de la chanson que sont Sylvie Vartan et Johnny Hallyday. Eux s'en amusent et déclarent n'être « que des copains ». C'est donc en camarades que respectivement ils enregistrent la même chanson, dans laquelle il s'interpellent et se fixe rendez-vous en un endroit, où l'on danse le Madison Twist.
Fin juin, précédent la version de Sylvie Vartan, Madison Twist par Johnny Hallyday est sur les ondes et chez les disquaires. Se faisant, au gré des couplets, le premier il déclare :
« Pour s'amuser, je connais l'endroit / [...] / Retrouvons-nous là-bas, Sylvie / J'ai peu d'argent mais ça suffit / Pour danser le Madison Twist (les chœurs féminins) / Allons-y, les amis / Et Sylvie, n'oublie pas / On a rendez-vous en piste / Pour danser le Madison Twist / ... »
Quelques jours plus tard, Sylvie Vartan, suivant la même voie, lui répond et acquiesce :
« [...] / Retrouvons-nous là-bas, Johnny / t'as peu d'argent mais ça suffit / Pour danser le Madison Twist (les chœurs masculins) / Oui allons-y Johnny / On a rendez-vous en piste / Pour danser le Madison Twist / ... »
(paroles Georges Aber)
Cette même année, Comme l'été dernier (adaptation française de Twistin' the Night Away du même Sam Cooke), est également un titre commun aux deux interprètes.

## Réception
La version de Sylvie Vartan n'a pas été classée.

### Classements hebdomadaires
Version de Johnny Hallyday
| Classement (1962)                       | Meilleure position |
| --------------------------------------- | ------------------ |
| Espagne                                 | 6                  |
| France                                  | 1                  |
| Belgique (Wallonie Ultratop 50 Singles) | 6                  |

## Discographie
Sylvie Vartan
- super 45 tours RCA 76588 S

Johnny Hallyday
- 45 tours promo Philips 373009
- super 45 tours Philips 432729
- 33 tours 25 cm Madison Twist Philips B 76557 (mono) - 840930 BZ (stéréo)

## Postérité
Madison Twist (que ce soit la version de Sylvie Vartan ou celle de Johnny Hallyday), débute par une introduction parlée :
«  Les copains qu'est-ce qu'on va faire aujourd'hui ? Allez au cinéma ? Bah, c'est la barbe, Ah, j'ai une idée ! (et commençant alors à chanter) Pour s'amuser je connais l'endroit... »
En 1979, le chanteur Renaud commence la chanson C'est mon dernier bal (dans sa version album), par une introduction en forme de « clin-d'œil » à Madison Twist :
« Hé les copains qu'es-ce qu'on fait ce soir ? On va au cinoche ? Non, « laisse béton », j'ai une meilleure idée. (il poursuit en chantant) Aux cinoches de Créteil y jouaient que des pornos, moi ça m'disait trop rien, j'les avais déjà vus... »